# Nehemiah Mote
Nehemiah Mote (* 21. Juni 1993 in Campsie) ist ein australischer Volleyballspieler.

## Karriere
Mote kam durch seinen Vater, der für Samoa spielte, zum Volleyball und begann 2008 in einer Kirchenmannschaft. Er spielte ab 2012 für den Baulkham Hills Volleyball Club, bevor er 2013 ein Stipendium des Australian Institute of Sport erhielt. Im Sommer 2013 hatte er seinen Einsatz für die australische Nationalmannschaft und nahm an der U23-Weltmeisterschaft in Brasilien teil. 2014 nahm der Mittelblocker mit Australien an der Weltliga und an der WM in Polen teil. Danach wechselte er zum deutschen Bundesligisten TV Bühl. Dort erreichte er in der Saison 2014/15 das Halbfinale im DVV-Pokal und das Playoff-Viertelfinale. Im Sommer 2015 spielte er mit der Nationalmannschaft beim World Cup und erneut in der Weltliga. In der Saison 2015/16 stand er mit Bühl im Pokalfinale. Anschließend war ein Wechsel zu den Berlin Recycling Volleys geplant, der jedoch wegen einer schweren Knieverletzung nicht zustande kam.
2017 wurde Mote dann vom Schweizer Erstligisten Volley Amriswil verpflichtet. 2018 nahm er mit Australien an der WM in Italien und Bulgarien teil. Danach kehrte der Mittelblocker zurück nach Australien. 2019 wechselte er zum deutschen Bundesligisten VfB Friedrichshafen. In der Saison 2019/20 verlor Friedrichshafen das DVV-Pokal-Viertelfinale gegen Berlin und war zum Zeitpunkt des Saisonabbruchs Dritter in der Bundesliga. 2020/21 schied der VfB im Pokal-Halbfinale gegen Frankfurt aus und verlor das Playoff-Finale gegen Berlin. Anschließend wechselte er zu den BR Volleys. In der Saison mussten sich die Berliner gegen Friedrichshafen im Pokal-Halbfinale geschlagen geben, besiegten den Konkurrenten aber im Playoff-Finale, womit Mote erstmals deutscher Meister wurde. In der folgenden Saison gewann Berlin das Double aus Pokal und Meisterschaft. 2024 und 2025 gelang den BR Volleys in beiden Wettbewerben die Titelverteidigung. Auch 2025/26 spielt Mote für Berlin.